# منتخب أيرلندا لكرة اليد
منتخب أيرلندا لكرة اليد هو ممثل أيرلندا الرسمي في المنافسات الدولية في كرة اليد
.